# Odznaka honorowa „Działacza opozycji antykomunistycznej lub osoby represjonowanej z powodów politycznych”
Odznaka honorowa „Działacza opozycji antykomunistycznej lub osoby represjonowanej z powodów politycznych” – polska odznaka honorowa, która jest przyznawana przez Szefa Urzędu do Spraw Kombatantów i Osób Represjonowanych działaczom opozycji antykomunistycznej oraz osobom represjonowanym z powodów politycznych w okresie PRL.

## Zasady nadawania
Odznaka została ustanowiona 20 marca 2015 roku ustawą o działaczach opozycji antykomunistycznej oraz osobach represjonowanych z powodów politycznych w uznaniu szczególnych zasług dla Polski przez tych jej obywateli, którzy w latach 1956–1989 z narażeniem własnego życia, wolności, majątku lub praw pracowniczych angażowali się w działalność antykomunistyczną zmierzającą do odzyskania suwerenności i niepodległości Ojczyzny lub byli z tych powodów represjonowani. Ustawa weszła w życie 31 sierpnia 2015 roku.
Zgodnie z ustawą działaczem opozycji antykomunistycznej jest osoba, która w okresie od dnia 1 stycznia 1956 roku do dnia 4 czerwca 1989 roku, łącznie przez co najmniej 12 miesięcy prowadziła, w ramach struktur zorganizowanych lub we współpracy z nimi, zagrożoną odpowiedzialnością karną, działalność na rzecz odzyskania przez Polskę niepodległości i suwerenności lub respektowania politycznych praw człowieka w Polsce.
Natomiast osobą represjonowaną z powodów politycznych jest osoba, która w okresie od 1 stycznia 1956 roku do 4 czerwca 1989 roku:
1. przebywała w:
  1. więzieniu lub innym miejscu odosobnienia na terytorium Polski na mocy wyroku wydanego w latach 1956–1989 albo bez wyroku jednorazowo przez okres dłuższy niż 48 godzin lub wielokrotnie przez łączny okres dłuższy niż 30 dni, za działalność na rzecz odzyskania przez Polskę niepodległości i suwerenności lub respektowania politycznych praw człowieka w Polsce,
  2. ośrodku odosobnienia na podstawie art. 42 dekretu o stanie wojennym[2] za działalność na rzecz odzyskania przez Polskę niepodległości i suwerenności lub respektowania politycznych praw człowieka w Polsce;
2. przez okres powyżej 30 dni pełniła zasadniczą służbę wojskową lub czynną służbę wojskową w ramach ćwiczeń wojskowych, do której odbycia została powołana z przyczyn politycznych za działalność na rzecz odzyskania przez Polskę niepodległości i suwerenności lub respektowania politycznych praw człowieka w Polsce;
3. brała udział w wystąpieniu wolnościowym na rzecz odzyskania przez Polskę niepodległości i suwerenności lub respektowania politycznych praw człowieka w Polsce i w związku z tym:
  1. na skutek działania wojska, milicji lub organów bezpieczeństwa państwa, o których mowa w art. 5 ustawy o IPN[3], zwanych dalej „organami bezpieczeństwa państwa”, poniosła śmierć, doznała uszkodzenia ciała lub rozstroju zdrowia na okres dłuższy niż 7 dni,
  2. była inwigilowana przez organy bezpieczeństwa państwa i podjęto wobec niej bezprawne działanie polegające na popełnieniu na jej szkodę przestępstwa lub wykroczenia,
  3. była pozbawiona możliwości wykonywania swojego zawodu,
  4. została z nią rozwiązana umowa o pracę,
  5. została relegowana z uczelni wyższej lub innej szkoły,
  6. była objęta zakazem publikacji przez Główny Urząd Kontroli Prasy, Publikacji i Widowisk, wojewódzki lub miejski urząd kontroli prasy, publikacji i widowisk albo Główny Urząd Kontroli Publikacji i Widowisk lub okręgowy urząd kontroli publikacji i widowisk przez okres dłuższy niż jeden rok;
4. była poszukiwana listem gończym, oskarżona lub skazana za popełnienie przestępstwa lub wielokrotnie skazywana za popełnienie wykroczenia, za działalność na rzecz odzyskania przez Polskę niepodległości i suwerenności lub respektowania politycznych praw człowieka w Polsce.

Jednocześnie za działacza opozycji antykomunistycznej lub osoby represjonowanej z powodów politycznych nie może być uznana osoba, która:
1. była pracownikiem, funkcjonariuszem lub żołnierzem organów bezpieczeństwa państwa, chyba że przedłoży dowody, że przed dniem 4 czerwca 1989 roku, bez wiedzy przełożonych, czynnie wspierała osoby lub organizacje działające na rzecz odzyskania przez Polskę niepodległości i suwerenności lub respektowania politycznych praw człowieka w Polsce lub
2. co do której w archiwum IPN zachowały się dokumenty wytworzone przez nią lub przy jej udziale, w ramach czynności wykonywanych przez nią w charakterze tajnego informatora lub pomocnika przy operacyjnym zdobywaniu informacji przez organy bezpieczeństwa państwa[1].

Status działacza opozycji antykomunistycznej lub osoby represjonowanej z powodów politycznych potwierdza, w drodze decyzji administracyjnej, Szef Urzędu do Spraw Kombatantów i Osób Represjonowanych. Nadaje on również odznakę honorową na wniosek działacza opozycji antykomunistycznej lub osoby represjonowanej z powodów politycznych o potwierdzonym statusie działacza opozycji antykomunistycznej lub osoby represjonowanej z powodów politycznych.
Odznace towarzyszą 2 legitymacje, o ile o odznakę wystąpi działacz opozycji antykomunistycznej lub osoba represjonowana z powodów politycznych:
- legitymacja potwierdzająca nadanie odznaki honorowej (w postaci kartonikowej, o wymiarach 104 × 151 mm)
- legitymacja, plastikowa, ze zdjęciem, o wymiarach 85 × 54 mm (takie wymiary, z dokładnością do 1 mm, ma obecnie obowiązujący dowód osobisty w Polsce).

Legitymacja plastikowa nie jest wydawana rodzinom osób zmarłych.
Łączny koszt funkcjonowania odznaki w ciągu pierwszych 10 lat po jej ustanowieniu wyniesie 1,26 mln zł, z czego 600 tysięcy zł w roku jej ustanowienia. Łączny koszt wytworzenia i wysyłki odznaki honorowej oraz legitymacji wyniesie 20 zł.

## Świadczenia
Osoba o potwierdzonym statusie działacza opozycji antykomunistycznej lub osoby represjonowanej z powodów politycznych znajdująca się w złej sytuacji materialnej do sierpnia 2017 roku mogła wystąpić do Szefa Urzędu do Spraw Kombatantów i Osób Represjonowanych o miesięczne świadczenie w wysokości 400 zł. Świadczenie to ulegało podwyższeniu przy zastosowaniu wskaźnika waloryzacji emerytur i rent – od miesiąca, w którym była przeprowadzona waloryzacja.
31 sierpnia 2017 roku weszła w życie nowelizacja z 8 czerwca tego roku, która przyznaje powyższe świadczenie wszystkim osobom posiadającym status działacza opozycji antykomunistycznej lub osoby represjonowanej z powodów politycznych – bez warunków, jako świadczenie godnościowe, a nie socjalne. Osoby, które uzyskały powyższy status, otrzymały też prawo do korzystania poza kolejnością ze świadczeń opieki zdrowotnej oraz z usług farmaceutycznych udzielanych w aptekach oraz prawo do korzystania z ambulatoryjnych świadczeń specjalistycznych bez skierowania lekarza ubezpieczenia zdrowotnego. Wysokość miesięcznego świadczenia została zwaloryzowana do 402,72 zł.
Kolejna nowelizacja, z 30 marca 2021 roku do powyższych uprawnień dodawała prawo do dodatkowych 5 dni urlopu wypoczynkowego dla osób, których wymiar urlopu był nie większy niż 26 dni. Wartość świadczenia miesięcznego w 2021 roku wynosiła 460,50 zł.
Ustawa z dnia 13 lipca 2023 r. o zmianie ustawy o finansach publicznych oraz niektórych innych ustaw wprowadziła kolejną zmianę wysokości świadczenia miesięcznego, w wyniku której świadczenie to przyznaje się w wysokości najniższej emerytury ogłaszanej przez Prezesa Zakładu Ubezpieczeń Społecznych. W drugiej połowie 2023 roku świadczenie to miało wysokość 1 588,44 zł, a od 1 marca 2024 roku – 1 780,96 zł.
Ponadto uprawnionym osobom, które znajdują się w złej sytuacji materialnej, może zostać przyznana pomoc pieniężna jednorazowa lub okresowa o wysokości określonej powyższymi przepisami.

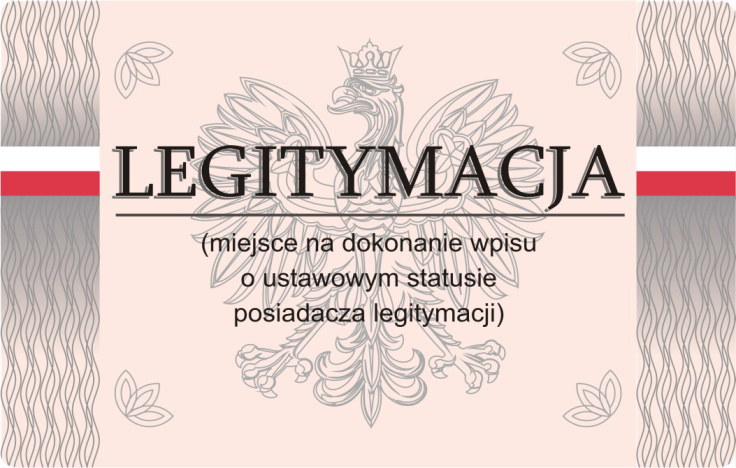
Awers zwycięskiego projektu legitymacji

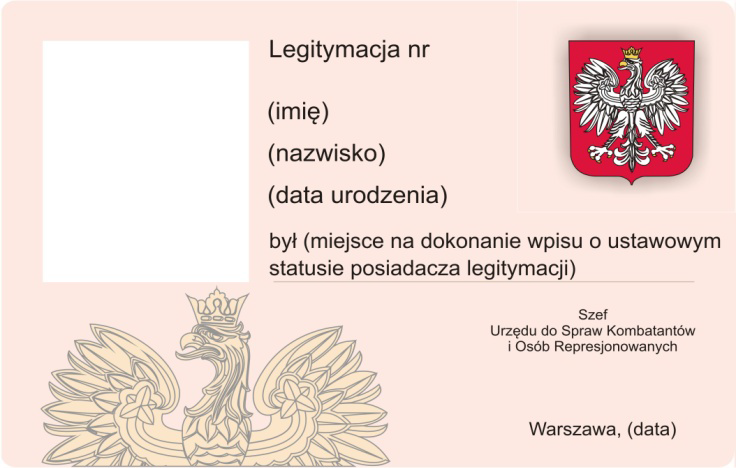
Rewers zwycięskiego projektu legitymacji

## Insygnia

### Historia tworzenia
27 maja 2015 roku Urząd do Spraw Kombatantów i Osób Represjonowanych ogłosił konkurs na projekt graficzny odznaki honorowej i legitymacji dla byłych działaczy opozycji antykomunistycznej i osób represjonowanych z powodów politycznych. W wyniku tego konkursu zespół, którego zadaniem było jego rozstrzygnięcie, w lipcu 2015 roku odstąpił od wskazania zwycięskiego projektu, oraz wyłonił autora zwycięskiego projektu legitymacji – został nim Ryszard Szwemer.
W wyniku delegacji ustawowej Minister Pracy i Polityki Społecznej przedstawił 17 lipca 2015 roku projekt rozporządzenia, zawierający wzór odznaki honorowej, który został opracowany przy współudziale reprezentantów środowisk opozycji antykomunistycznej i osób represjonowanych z powodów politycznych, którzy wchodzili w skład zespołu oceniającego prace nadesłane w otwartym konkursie na projekt graficzny odznaki honorowej i legitymacji. W projekcie tego rozporządzenia są przedstawione również wzory legitymacji, w tym zwycięski w konkursie projekt legitymacji Ryszarda Szwemera (po niezbędnych przeróbkach). Rozporządzenie Ministra Pracy i Polityki Socjalnej z dnia 17 sierpnia 2015 roku w sprawie odznaki honorowej i legitymacji dla działaczy opozycji antykomunistycznej lub osób represjonowanych z powodów politycznych weszło w życie 31 sierpnia 2015 roku.
Ze względu na to, że krąg osób uprawnionych do uzyskania odznaki honorowej w zasadzie pokrywa się z kręgiem osób uprawnionych do otrzymania Krzyża Wolności i Solidarności odznace honorowej nadano kształt i formę umożliwiające noszenie jej w sytuacjach mniej oficjalnych, na co dzień, jako swoistej odznaki środowiskowej. Takie rozwiązanie zapobiega dublowaniu funkcji Krzyża Wolności i Solidarności przez odznakę honorową.

### Opis odznaki
Odznaka ma kształt koła o średnicy 25 mm i jest wykonana z metalu. Tło pola środkowego jest srebrne oksydowane, na nim znajdują się daty „1956” i „1989”, w kolorze srebrnym, częściowo nałożone na siebie i lekko przesunięte względem siebie w płaszczyźnie poziomej. Poniżej znajduje się stylizowana flaga Polski, pokryta białą i czerwoną emalią. Wokół pola środkowego jest umieszczony w srebrnym (o barwie jaśniejszej od barwy pola środkowego) oksydowanym otoku wklęsły majuskułowy napis, w kolorze pola środkowego, „ZA ZASŁUGI DLA NIEPODLEGŁOŚCI”. Tło pola środkowego jest wklęsłe w stosunku do pozostałych elementów odznaki.
Druga strona odznaki jest gładka, z zapięciem.
Zgodnie z rozporządzeniem odznakę honorową nosi się na lewej stronie piersi, po orderach i odznaczeniach, jeżeli noszone są jednocześnie.

## Statystyki i odznaczeni
Urząd do spraw Kombatantów i Osób Represjonowanych szacował, że osób uprawnionych do noszenia odznaki było w 2015 roku w Polsce około 120 tysięcy, jednak nie wszyscy o nią wystąpią. Urząd planował wytworzenie 30 tysięcy kompletów w 2015 roku, w następnych latach liczba honorowanych będzie malała. W ciągu 2 lat od ustanowienia odznaki, do 20 marca 2017 roku wydano około 2480 odznak. Do dnia 7 sierpnia 2023 roku status Działacza Opozycji Antykomunistycznej został potwierdzony 16 537 osobom – z tego żyło w tym dniu 14 250 osób.

## Apel Prezesa IPN
Prezes IPN Łukasz Kamiński w lipcu 2015 roku wystosował do osób uprawnionych do otrzymania odznaki honorowej „Apel o Solidarność”, w którym zwraca się do kręgu osób uprawnionych, a nie będących w złej sytuacji ekonomicznej, o wstrzymanie się ze składaniem wniosków o potwierdzenie ich uprawnień, aby umożliwić sprawne postępowanie w stosunku do osób, które obecnie pilnie potrzebują pomocy.
Po nowelizacji ustawy z dnia 20 marca 2015 r. o działaczach opozycji antykomunistycznej oraz osobach represjonowanych z powodów politycznych, która weszła w życie 31 sierpnia 2017 roku, apel Prezesa IPN został zmieniony i zawierał informację o uproszczonym trybie przyznawania Odznaki oraz prośbę o odłożenie w czasie decyzji o wystąpieniu do IPN z wnioskami w trybie ustawy o działaczach opozycji przez członków rodziny zmarłego działacza opozycji antykomunistycznej lub osoby represjonowanej.